# Fredric March
Frederic March (nacido Ernest Frederick McIntyre Bickel; Racine, Wisconsin, 31 de agosto de 1897 - Los Ángeles, 14 de abril de 1975) fue un actor estadounidense ganador de dos premios Óscar.

## Biografía
Nacido en Racine, Wisconsin, , hijo de Cora Brown Marcher (1863-1936), una maestra de escuela de Inglaterra,  y John F. Bickel (1859-1941), un devoto anciano de la Iglesia Presbiteriana que trabajaba en el negocio mayorista de ferretería. Fue al Winslow Elementary School, al Racine High School y a la Universidad de Wisconsin donde fue miembro de la  fraternidad Alpha Delta Phi.

## Trayectoria
Comenzó su carrera en la banca, pero en 1920 empezó a trabajar como extra en películas rodadas en Nueva York, usando el apócope de su madre, Marcher. En 1926, apareció en algunas obras de Broadway y, poco después, firmó un contrato con la Paramount Pictures.
Su primer título cinematográfico de cierto relieve y donde ya adquiere un papel protagonista, le llegó en 1929, de manos de la directora Dorothy Arzner que le otorgó un personaje de relieve en la película La loca orgía. Su buena interpretación le abrió de par en par las puertas del éxito. March consiguió una candidatura a los Óscar en 1931 por The Royal Family of Broadway, en el que interpretaba un papel inspirado en el actor John Barrymore. La estatuilla la ganaría un año después por El hombre y el monstruo, y por segunda vez en 1946 por Los mejores años de nuestra vida. En 1954, March presentaría la 26ª edición de la ceremonia.
March fue uno de los pocos actores que consiguieron resistir un contrato de larga duración con los estudios y fue capaz de actuar por libre y escoger papeles para otras películas que no fueran de la Paramount.
Al mismo tiempo, estuvo trabajando en Broadway y Hollywood, hecho que explica que su carrera en la pantalla no fuese tan prolífica como podría haber sido. March, de todas maneras, ganó dos premios Tony al mejor actor: en 1947 por la obra Years Ago, escrita por Ruth Gordon; y en 1957 por la producción de Broadway de Eugene O'Neill, Long Day's Journey Into Night.
Además, March tuvo el honor de ser el primero que interpretó el personaje de Willy Loman en la obra de su amigo Arthur Miller, La muerte de un viajante (1951). Posteriormente, March interpretó a Willy Loman en la producción cinematográfica que Columbia Pictures realizó en 1951 dirigida por László Benedek.
Cuando a March se le diagnosticó el cáncer de próstata en 1972, parecía que su carrera estaba acabada. Aun así, March regaló al público una última interpretación maestra en The Iceman Cometh (1973) junto a Robert Ryan al que también se le había diagnosticado un cáncer terminal. Fredric March moriría en Los Ángeles, California, a la edad de 77 años.
Tiene una estrella en el Paseo de la Fama de Hollywood situada en el 1616 de Vine Street.

## Filmografía
- The Great Adventure (1921), de Kenneth S. Webb.
- Paying the Piper (1921), de George Fitzmaurice.
- The Education of Elizabeth (1921), de Edward Dillon.
- The Devil (1921), de James Young.
- El pelele (The Dummy) (1929), de Robert Milton.
- La loca orgía (The Wild Party) (1929), de Dorothy Arzner.
- El misterioso crimen del estudio (The Studio Murder Mystery) (1929), de Frank Tuttle.
- Paris Bound (1929), de Edward H. Griffith.
- Jealousy (1929), de Jean de Limur.
- Footlights and Fools (1929), de William A. Seiter.
- The Marriage Playground (1929), de Lothar Mendes.
- Sarah and Son (1930), de Dorothy Arzner.
- Paramount on Parade (1930), de Dorothy Arzner.
- La fascinación del bárbaro (Ladies Love Brutes) (1930), de Rowland V. Lee.
- Fiel a la marina (True to the Navy) (1930), de  Frank Tuttle.
- Manslaughter (1930), de George Abbott.
- Falsa personalidad (Laughter) (1930), de Harry d'Abbadie d'Arrast.
- The Royal Family of Broadway (1930), de George Cukor y Cyril Gardner.
- Honor entre amantes (Honor Among Lovers) (1931), de Dorothy Arzner.
- El ángel de la noche (Night Angel, 1931), de  Edmund Goulding.
- Redimida (My Sin) (1931), de  George Abbott.
- El hombre y el monstruo (Dr. Jekyll and Mr. Hyde) (1931), de Rouben Mamoulian.
- Strangers in Love (1932), de Lothar Mendes.
- Tuya para siempre (Merrily We Go to Hell]) (1932), de Dorothy Arzner.
- La llama eterna (Smilin' Through) (1932), de  Sidney Franklin.
- El signo de la cruz (The Sign of the Cross) (1932), de Cecil B. DeMille.
- Tonight Is Ours (1933), de Stuart Walker.
- El águila y el halcón (The Eagle and the Hawk) (1933), de Stuart Walker.
- Una mujer para dos (Design for Living) (1933), de Ernst Lubitsch.
- Mi vida entera (All of Me) (1934), de  James Flood.
- La muerte de vacaciones (Death Takes a Holiday) (1934), de Mitchell Leisen.
- En mala compañía (Good Dame) (1934), de Marion Gering.
- El burlador de Florencia (The Affairs of Cellini), de Gregory La Cava (1934).
- Las vírgenes de Wimpole Street (The Barretts of Wimpole Street, 1934), de Sidney Franklin.
- Les Misérables (1935), de Richard Boleslawski.
- Ana Karenina (1935), de  Clarence Brown.
- Vivamos de nuevo (We Live Again) (1935), de  Rouben Mamoulian.
- The Dark Angel (1935), de  Sidney Franklin.
- María Estuardo (Mary of Scotland) (1936), de  Leslie Goodwins y John Ford.
- El caballero Adverse (Anthony Adverse) (1936), de  Michael Curtiz y Mervyn LeRoy.

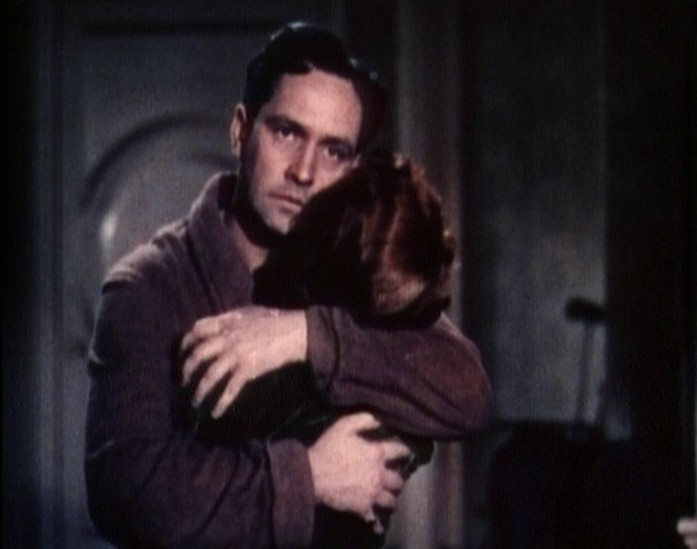
March en A Star Is Born.

- Ha nacido una estrella (A star is born) (1937), de Jack Conway y William A. Wellman.
- La reina de Nueva York (Nothing Sacred) (1937), de William A. Wellman.
- Corsarios de Florida (The Buccaneer) (1938), de  Cecil B. DeMille.
- La fugitiva de los trópicos (Trade Winds) (1938), de  Tay Garnett.
- Se ha perdido una millonaria (There goes my heart) (1938) de Norman Z. McLeod.
- Susana y Dios (Susan and God) (1940), de George Cukor.
- La vida empieza hoy (Bedtime Story) (1941) de  Alexander Hall.
- Me casé con una bruja (I Married a Witch) (1942), de René Clair.
- The Adventures of Mark Twain (1944), de Irving Rapper.
- Los mejores años de nuestra vida (The Best Years of Our Lives) (1946), de William Wyler.
- La verdadera historia de Cristobal Colón (Christopher Columbus) (1949), de  David MacDonald.
- La muerte de un viajante (Death of a Salesman) (1951), de  László Benedek.
- La torre de los ambiciosos (Executive Suite) (1954), de Robert Wise.
- Fugitivos del terror rojo (Man on a Tightrope) (1954), de Elia Kazan.
- Horas desesperadas (The Desperate Hours) (1955), de  William Wyler.
- El hombre del traje gris (The Man in the Gray Flannel Suit) (1956), de  Nunnally Johnson.
- Alexander the Great (1956) de Robert Rossen.
- En la mitad de la noche (Middle of the Night) (1959), de Delbert Mann.
- Herencia del viento (Inherit the Wind) (1960), de  Stanley Kramer.
- Vivir es lo que importa (The Young Doctors) (1961), de  Phil Karlson.
- Siete días de mayo (Seven Days in May) (1964), de  John Frankenheimer.
- Un hombre (Hombre) (1967), de Martin Ritt.
- Tic, tic, tic (Tick...tick...tick...) (1970), de Ralph Nelson.
- The Iceman Cometh (1973), de John Frankenheimer.

## Teatro en Broadway
- Gideon (1962)
- Long Day's Journey Into Night (1956)
- The Autumn Garden (1951)
- An Enemy of the People (1950)
- Now I Lay Me Down to Sleep (1950)
- Years Ago (1947)
- A Bell for Adano (1944)
- The Skin of Our Teeth (1943)
- Hope for a Harvest (1941)
- The American Way (1939)
- Yr. Obedient Husband (1938)
- Devil in the Cheese (1926)
- The Half-Caste (1926)
- Harvest (1925)
- Puppets (1925)
- The Melody Man (1924)

## Premios y distinciones
Premios Óscar
| Año  | Categoría            | Película                         | Resultado |
| ---- | -------------------- | -------------------------------- | --------- |
| 1931 | Mejor actor          | The Royal Family of Broadway     | Nominado  |
| 1933 | Mejor actor          | El hombre y el monstruo          | Ganador   |
| 1938 | Óscar al mejor actor | Ha nacido una estrella           | Nominado  |
| 1947 | Óscar al mejor actor | Los mejores años de nuestra vida | Ganador   |
| 1952 | Óscar al mejor actor | La muerte de un viajante         | Nominado  |

Festival Internacional de Cine de Venecia
| Año  | Categoría                 | Película                 | Resultado |
| ---- | ------------------------- | ------------------------ | --------- |
| 1932 | Mejor interpretación      | El hombre y el monstruo  | Ganador   |
| 1952 | Copa Volpi al mejor actor | La muerte de un viajante | Ganador   |

Festival Internacional de Cine de Berlín
| Año  | Categoría                   | Película               | Resultado |
| ---- | --------------------------- | ---------------------- | --------- |
| 1960 | Oso de Plata al mejor actor | La herencia del viento | Ganador   |